# Auping
Koninklijke Auping er en nederlandsk producent af senge med hovedkvarter i Deventer, Overijssel. Virksomheden er majoritetsejet af familien Auping.
Den blev etableret i 1888 i Deventer af smed Johannes Albertus Auping.